# カルノシン
カルノシン（carnosine）は、β-アラニンとヒスチジンから成るジペプチド(イミダゾールジペプチド)である。構成するヒスチジンにはキラル中心が存在するため、L-カルノシンとD-カルノシンが存在する。ただし、天然のものは全てL-カルノシンである。L-カルノシンのIUPAC組織名は、N-β-アラニル-(S)-ヒスチジン（英語、N-β-alanyl-(S)-histidine）である。

## 局在
カルノシンはヒトなどの哺乳類では、筋肉や神経組織に高濃度に存在している。鳩やアヒル、鯨などの一部の動物において、N-メチルカルノシン (アンセリン)あるいはバレニンが多く見られる。

## 研究状況
- 生体内においてラジカルのスカベンジャーとして働き、酸化的ストレスから保護していると言われている。
- 2型糖尿病の予防薬になるという可能性が示唆されている[2]。